# Mattias Hellberg
Mattias Hellberg, född 13 juni 1973 i Karlstad, är en svensk musiker. Han har varit med i banden Nymphet Noodlers, Hederos & Hellberg, Alimony, The Hellacopters, Hot Love och Nationalteaterns Rockorkester. Hellberg har även spelat med en mängd svenska musiker, inkluderat Pelle Ossler, Stefan Sundström och Totta Näslund. Han ingår i dubreggaebandet Kanzeon med bland andra Christian Gabel. Han har även spelat i The Solution med bland andra Nicke Andersson (The Hellacopters) & Scott Morgan (Sonic's Rendevouz Band). 
2007 samarbetade och skrev han tillsammans med sångerskan Jaqee (Uganda/Göteborg) materialet till hennes skiva "Nouvelle d'amour".
2008 släpptes albumet "Out of the frying pan, into the woods" under namnet Mattias Hellberg & The White Moose.
Namnet på bandet kom sig av ett magiskt möte med en vit älg i Värmlandsskogarna samma år. MH&TWM har turnerat i Skandinavien och Europa med albumet sedan dess.
Hellberg ersatte 2013 Daniel Gilberts plats i Håkan Hellströms liveband och har därmed medverkat på alla Hellströms Ullevispelningar.

Från 2017 till 2022 spelade han i kompbandet till Janove Ottesen, känd som sångare i Kaizers Orchestra.